# Anton Popow
Anton Nikolow Popow (bulgarisch Антон Николов Попов) (* 25. Oktober 1915 in Gega bei Petritsch; † 23. Juli 1942 in Sofia) war ein bulgarischer Widerstandskämpfer gegen den Nationalsozialismus.

## Leben
Popow stammt aus einer Familie politisch Verfolgter. Er wurde von dem Gymnasium in Samokow relegiert, weil er sich politisch engagierte.
Anton Popow wurde Lehrer in Igumenez, wo er eine Pension für Schüler und eine Mensa für arme Alumnen ins Leben rief. Von dort wurde er aus politischen Gründen wieder vertrieben. Popow ging nach Sofia, wo er sich mit dem patriotischen Dichter Nikola Wapzarow befreundete und dessen Mitarbeiter wurde. Er begann seine journalistische Tätigkeit in der Redaktion der Zeitschrift Zarja (Die Morgenröte) und veröffentlichte Erzählungen und Gedichte. Politisch verband er sich in geheimer Tätigkeit mit der Kommunistischen Partei Bulgariens. 1941 wurde er zum Militär eingezogen. Er engagierte sich unter den Mitsoldaten für antifaschistische Propaganda.
Nach der Verhaftung seines Freundes Wapcarow ging er nach Sofia zurück und setzte dort dessen politische Arbeit fort. Ende April 1941 wurde er von der Polizei verhaftet und während der 72 Tage dauernden Haft von Gesev ununterbrochen verhört und gefoltert.
Anton Popow wurde am 23. Juli 1942 im Zentralgefängnis in Sofia füsiliert. Sein Abschiedsbrief vom 22. Juli 1942 wurde nach 1945 in dem Sammelband Lettere di condannati a morte della Resistenza Europea – Letzte Briefe zum Tode Verurteilter aus dem europäischen Widerstand veröffentlicht.
Der italienische Komponist Luigi Nono wählte für den Text seines 1956 geschriebenen Chorwerkes Il canto sospeso aus diesem Sammelband zehn Abschiedsbriefe von Frauen, Männern und Jugendlichen – unter anderem auch den Brief von Anton Popow.
Das Lesen des Abschiedsbriefs von Anton Popow ist Teil der Konzertaufführung von Luigi Nonos Komposition Il canto sospeso mit Claudio Abbado und den Berliner Philharmonikern in der Berliner Philharmonie im Dezember 1992.
Auszug aus dem Brief von Anton Popow:

„Sofia, Zentralgefängnis 22. Juli 1942

Liebe Mama! Lieber Bruder! Liebe Schwester!
Ich sterbe für eine Welt, die mit so starkem Licht, solcher Schönheit strahlen, wird, dass mein eigenes Opfer nichts ist.
Tröstet Euch im Gedanken, dass für sie Millionen von Menschen in Tausenden von Kämpfen auf den Barrikaden und an den Kriegsfronten gestorben sind.
Tröstet Euch im Gedanken, dass ich für die Gerechtigkeit sterbe.
Tröstet Euch im Gedanken, dass unsere Ideen siegen werden.“

Der Abschiedsbrief von Anton Popow in Bulgarisch:

„Мила мамо, мили братко, мила сестро,
умирам за един свят, който ще блести с тъй силна светлина и ще е тъй красив, че моята собствена жертва няма никакво значение.
Утешавайте се с мисълта, че за него са загинали милиони хора в хиляди битки по барикадите и по военните фронтове. Утешавайте се с мисълта, че нашите идеи са непобедими.“

Weitere Übersetzungen des Briefes von Anton Popow in mehreren Sprachen finden sich in dem interaktiven italienischen Portal Canzoni contro la guerra.
Der Sammelband, in dem der Brief von Anton Popow veröffentlicht ist, enthält außerdem eine Chronologie der Besetzung Bulgariens und eine eindringliche Schilderung der Ereignisse, die von deutschen Faschisten und der Wehrmacht zusammen mit ihren Kollaborateuren zu verantworten waren.